# 김종서 (가수)
김종서(한국 한자: 金鍾書, 1965년 2월 23일~)는 대한민국의 가수이다.

## 학력
- 황지초등학교 (前) → 서울아현초등학교 (1978년 졸업)
- 동도중학교 (1981년 졸업)
- 한성고등학교 (1984년 졸업)
- 대유공업전문대학 기계학과

## 활동

### 가수 활동
대한민국 헤비 메탈의 1세대격 뮤지션으로 부활과 시나위가 데뷔앨범을 취입하기 이전 두 밴드 모두에서 보컬리스트로 활동했었으며 임재범의 탈퇴하는 이후 시나위에 재가입하여 두 장의 앨범을 발표하였다.
시나위가 탈퇴 이후 박현준 등과 카리스마를 만들어 활동했으며 이후 다시 시나위에 재가입하였고 서태지 등과 함께 시나위의 4집 앨범을 발매되었다. 한때 《서태지와 아이들 4집》앨범에 〈Free Style〉이라는 노래에 참여하기도 했는데 소위 샤우트 창법이라고 부르는 고음의 내지르는 목소리로 유명하며 1992년 솔로로 전향하여 큰 인기를 얻었으며 대한민국 락의 대중화에 가장 큰 기여를 한 사람으로 손꼽힌다.

### 솔로 이전의 앨범
- 1987년 시나위 2집 "Down & Up"

신대철(기타), 김종서(보컬), 강기영(베이스), 김민기(드럼)
(김종서는 임재범 가입 이전 잠시 시나위의 보컬리스트였다.)
- 1988년 시나위 2.5집 "두 그림자"

신대철(기타), 김종서(보컬), 김영진(베이스), 김민기(드럼)
레코드사 이적 과정에서 계약 이행을 위해 급조된 앨범으로 신중현의 곡들을 다수 리메이크하였다.
- 1988년 카리스마 1집 "Warning"

김종서(보컬), 박현준(베이스), 김민기(드럼), 이근형(기타)
- 1990년 시나위 4집 "Four"

신대철(기타), 김종서(보컬), 서태지(베이스), 오경환(드럼)

### 솔로 이후의 앨범
- 1992년 "REHTONA" 1집 발매

시나위에서 홀로 독립하게 된 김종서 "대답없는 너"라는 타이틀 곡으로 많은 호응을 불러 일으킨 후 후속곡인 "지금은 알 수 없어(MY LOVE)"라는 곡으로 한국 음악계에 김종서라는 록커가 있다는 사실을 각인시켰다.
- 1992년 "김종서 in 카리스마" 재발매

1988년에 나왔던 앨범인 카리스마 앨범이 김종서의 1집 앨범의 히트로 인해서 김종서 in 카리스마라는 제목으로 재발매가 되고 카리스마 앨범은 전문가들 사이에서 한국 헤비메탈음악의 최고의 앨범이라고 평가 받기도 했다.
- 1993년 "Petsdns" 2집 발매

시나위시절 불렀던 "겨울비"를 편곡해서 1집보다 더 많은 호응을 얻게 되고 후속곡인 "그래도 이제는"도 많은 호응을 받았다.
- 1994년 "세상의 눈물 마를 때까지" 3집 발매

"악몽", "세상의 눈물 마를 때까지", "남겨진 독백"등의 곡들이 연이어 히트 하지만 그 당시 방송에는 그의 긴 머리를 단정하게 하고 나오지 않으면(묶든지, 모자를 쓰든지, 자르든지) 출연시키지 않겠다고 해서 방송에는 잘 출연하지 않고 전통을 지키는 록커라는 자존심 하나로 대학공연 등 콘서트 위주로 활동하였다.
- 1995년 "Thermal Island (열섬)" 4집 발매

"플라스틱 신드롬"이라는 타이틀곡으로 시도적인 음악과 김종서식 록발라드 "다시 난 사는 거야"를 선보이면서 국민 록커로써 또 많은 음악인들에게 작사 작곡 실력을 인정받으면서 그냥 가수가 아닌 싱어송 라이터 뮤지션으로 불리기 시작했다. 이 앨범에는 서태지와 아이들과 함께 부른 'Free Style'이 수록되어 있다. (서태지와 아이들 4집에도 수록되어 있음)
- 1996년 "Fallen Angel Forever" 5집 발매

랩과 록을 접목시킨 "추락천사", 김종서식 록발라드 "영원", 많은 연인들에게 오래도록 사랑받아 오고 있는 "아름다운 구속"으로 많은 사람들에게 국민 록커로서의 입지를 굳히게 되었고 4집 서태지와 아이들과 함께 부른 'Free Style'을 편곡 및 재해석한 'Free Style 2'가 실렸다. 실질적으로 김종서 밴드의 시작이 된 앨범이다.
- 1998년 "SEEDS" 6집 발매

김종서(보컬), 토미킴(기타), 김영진(베이스), 김민기(드럼)등과 함께 김종서라는 이름의 밴드로 활동하게 되고 믹스처 록인 "서바이벌 게임"과 많은 이들의 심금을 울린 록발라드 "에필로그" <아름다운 구속> 시리즈 두 번째인 "희망가"등을 수록하고 앨범의 연주곡 외에는 직접 전곡을 작사, 작곡해서 진정한 뮤지션으로 거듭나게 되었다.
- 1999년 "KIMJONGSOE" 7집 발매

다시 솔로로 활동하게 되고 "실연", "러빙유", "하나" 등의 곡으로 꾸준한 사랑을 받으면서 "나는 나"같은 강력한 음악도 골수팬들에게 많은 사랑을 받고 한국 록음악의 국가대표라고 불리기도 했다.
- 2001년 "Odyssey" 8집 발매

3년 만에 컴백한 김종서가 그는 집에서 혼자 앨범을 만들 수 있을 정도로 완벽한 뮤지션이 되어서 "절대 사랑"이라는 타이틀을 가지고 팬들에게 돌아오게 되고 그의 트레이드 마크였던 긴 머리도 좀 더 많은 사람들에게 친근하게 다가서기 위해 과감하게 잘라버리고 가요프로나 쇼프로에도 심심찮게 등장하며 목관리를 위해 담배까지 완전히 끊어버린다. 그의 노력의 결실이었는지 앨범 수록곡인 "절대사랑"과 "스탈릿 나잇"이 동시에 많은 사람들에게 사랑받게 되고 후속곡인 "퍼플 레인"까지 히트하고 대학로 라이브극장에서 한 달간 장기공연도 완벽하게 해내면서 천재 록커라고 불리기도 했다.
- 2005년 "No.9" 9집 발매

다시 4년이라는 공백 후에 가지고 나온 앨범 9집은 읊조리는 듯한 한층 편안해진 보컬을 보여주면서 "별", "민트", "다이아몬드 포에버"등의 곡으로 활동하며 자신의 건재함을 보여준다.
- 2010년 밴드 레이'REI' 싱글 앨범 발매

밴드 멤버 (보컬 : 김종서, 일렉기타 : 김일병(잭킴), 베이스기타 : 배상운, 드럼 : 이귀남)
타이틀곡 'High' 레이(REI)로 활동하였다.

### 그 외
- 1993년 MBC에서 방영하다 중단했던 애니메이션 허리케인 죠 (원제: 내일의 죠)의 오프닝 테마곡을 불렀으며, 이 곡은 당시 방영되었던 모든 애니메이션 주제곡 순위 1위로 뽑히기도 한다.
- 1994년 영화 《세상 밖으로 》 OST

### 가수 외 활동
- 2023년 《미스터리 음악쇼 복면가왕》 - 제 204~207대 가왕 매너가 가왕을 만든다! 1급 특수요원(재도전 4연승 가왕)
- 2023년 이십세기 힛-트송-159회
- 2022년 《아트싱어》
- 2017년 《노래싸움 - 승부》- 히든카드 출연
- 2016년 《김제동의 톡투유 - 걱정 말아요! 그대》
- 2015년 《미스터리 음악쇼 복면가왕》 - 자나깨나 산불조심, 연예인 판정단
- 2015년 《불후의 명곡》- 창밖의 여자
- 2013년 《SNL 코리아 시즌 4》 - 박용우 편 특별출연
- 2012년, 2013년 뮤지컬 《마리아 마리아》
- 2010년 드라마《락 락 락》 특별 출연
- 2009년 서울특별시 홍보대사
- 2009년 영화 《구세주 2》 출연
- 2008년 SBS 주말연속극 《행복합니다》 출연 (이준기 역)
- 2006년 뮤지컬 《지저스 크라이스트 슈퍼스타》
- 1998년 《TV는 사랑을 싣고》 게스트

### CF
- 1999년 박카스 (노래)

## 수상
- 2008년 우수 패션 쇼핑몰 어워드 페스티벌 신규 연예인 쇼핑몰상
- 2007년 부산 국제 록페스티벌 공로상
- 2001년 하이원 서울가요대상 록상 '절대사랑'
- 2001년 골든 디스크부문 록상 '절대사랑'
- 1995년 대한민국 영상음반 대상 골든 디스크부문 본상
- 1993년 골든 디스크부문 본상 '겨울비'
- 1993년 하이원 서울가요대상 본상

### 가요 프로그램 1위
| 연도             | 수상 내역 (총 13회) |
| ---------------- | --- |
| 1992년 (총 2회)  | - 대답 없는 너 (총 2회) - 9월 29일 SBS 《인기가요》 1위 - 10월 6일 SBS 《인기가요》 1위 (2주 연속) |
| 1993년 (총 11회) | - 지금은 알 수 없어 (총 8회) - 1월 8일 MBC 《여러분의 인기가요》 1위 - 1월 15일 MBC 《여러분의 인기가요》 1위 (2주 연속) - 1월 21일 SBS 《인기가요》 1위 - 1월 28일 SBS 《인기가요》 1위 (2주 연속) - 2월 4일 SBS 《인기가요》 1위 (3주 연속) - 2월 10일 KBS 《가요톱텐》 1위 - 2월 11일 SBS 《인기가요》 1위 (4주 연속) - 2월 18일 SBS 《인기가요》 1위 (5주 연속) - 겨울비 (총 3회) - 11월 21일 SBS 《스타 서울 스타》 1위 - 11월 28일 SBS 《스타 서울 스타》 1위 (2주 연속) - 12월 5일 SBS 《스타 서울 스타》 1위 (3주 연속) |

## 가족
- 배우자 구정옥
- 1남 1녀

## 김종서를 연기한 배우
- 2010년 《락 락 락》, KBS 2TV 방중현 - 김종서 역